# Gruppo del Sella
Gruppo del Sella este o arie protejată (arie specială de conservare — SAC, sit de importanță comunitară — SCI) din Italia întinsă pe o suprafață de 449 ha, integral pe uscat.

## Localizare
Centrul sitului Gruppo del Sella este situat la coordonatele 46°30′18″N 11°50′11″E / 46.505°N 11.836389°E.

## Înființare
Situl Gruppo del Sella a fost declarat sit de importanță comunitară în septembrie 1995 pentru a proteja 4 specii de animale. Situl a fost protejat și ca arie specială de conservare în iulie 2018.

## Biodiversitate
Situată în ecoregiunea alpină, aria protejată conține 9 habitate naturale: Grohotișuri calcaroase și de șisturi calcaroase de la nivelul montan până la nivelul alpin (Thlaspietea rotundifolii), Păduri alpine de Larix decidua și/sau Pinus cembra, Păduri acidofile de Picea de la nivel montan la nivel alpin (Vaccinio-Piceetea), Liziere de ierburi înalte hidrofile de câmpie și de nivel montan până la alpin, Lespezi calcaroase, Tufărișuri cu Pinus mugo și Rhododendron hirsutum (Mugo-Rhododendretum hirsuti), Pante stâncoase calcaroase cu vegetație casmofită, Pajiști alpine și subalpine calcaroase, Pajiști alpine și boreale.
La baza desemnării sitului se află mai multe specii protejate de  păsări (4): fâsă de pădure (Anthus spinoletta), acvilă de munte (Aquila chrysaetos), Lagopus muta helvetica, cinghiță alpină (Montifringilla nivalis)
Pe lângă speciile protejate, pe teritoriul sitului au mai fost identificate 3 specii de plante, 1 specie de mamifere, 1 specie de reptile.